# Druga Liga 1986-1987
La Druga savezna liga SFRJ 1986-1987, conosciuta semplicemente come Druga liga 1986-1987, fu la 41ª edizione della seconda divisione del campionato jugoslavo di calcio.
Questa fu la 24ª edizione basata su due gironi. Nel girone Ovest (Grupa Zapad) furono incluse le squadre provenienti da Slovenia, Croazia, Bosnia Erzegovina e Voivodina; mentre nel girone Est (Grupa Istok) quelle provenienti da Serbia Centrale, Kosovo, Montenegro e Macedonia.
Vennero promosse in Prva Liga 1987-1988 le vincitrici dei due gironi. Retrocessero in terza divisione 8 squadre in totale: le ultime 3 di ogni girone, più altre due dipendentemente dalla area di provenienza delle retrocesse dalla categoria superiore.
Dato che dalla Prva Liga 1986-1987 retrocessero una squadra della Voivodina ed una croata, dalla Druga liga scesero 5 compagini dal girone Ovest e 3 da quello Est.

## Provenienza
| Slovenia  | Croazia                                                | Bosnia Erzegovina                                                                                            | Serbia                                                                             | Serbia | Serbia                                        | Montenegro          | Macedonia                               |
| Slovenia  | Croazia                                                | Bosnia Erzegovina                                                                                            | Voivodina                                                                          | Serbia Centrale | Kosovo                                        | Montenegro          | Macedonia                               |
| --------- | ------------------------------------------------------ | --- | ---------------------------------------------------------------------------------- | --- | --------------------------------------------- | ------------------- | --------------------------------------- |
| - Maribor | - GOŠK Jug - Mladost Petrinja - Sebenico - RNK Spalato | - Borac Banja Luka - Famos Hrasnica - Iskra Bugojno - Jedinstvo Brčko - Leotar - Rudar Ljubija - Sloga Doboj | - Dinamo Pančevo - OFK Kikinda - Novi Sad - Proleter Zrenjanin - Vojvodina - Vrbas | - OFK Belgrado - Borac Čačak - Napredak Kruševac - Novi Pazar - Majdanpek - Rad Belgrado - Radnički Kragujevac - Radnički Pirot - Sloboda Užice | - CZ Gnjilane - FK Trepča - Vlaznimi Đakovica | - Bokelj - Ivangrad | - Belasica - Pelister - Pobeda - Teteks |

## Girone Ovest

### Profili
| Squadra          | Città       | Stadio                  | Stagione 1985-86 | Stagione 1985-86         |
| Squadra          | Città       | Stadio                  | Pos.             | Divisione                |
| ---------------- | ----------- | ----------------------- | ---------------- | ------------------------ |
| Vojvodina        | Novi Sad    | Stadion Vojvodine       | 18º              | Prva liga                |
| Iskra            | Bugojno     | Stadion Jaklić          | 2º               | Druga liga Ovest         |
| Leotar           | Trebigne    | Stadion Police          | 3º               | Druga liga Ovest         |
| Proleter         | Zrenjanin   | Stadion Karađorđev park | 4º               | Druga liga Ovest         |
| Jedinstvo Brčko  | Brčko       | Stadion "Sedmi april"   | 5º               | Druga liga Ovest         |
| Rudar Ljubija    | Prijedor    | Gradski stadion         | 6º               | Druga liga Ovest         |
| Novi Sad         | Novi Sad    | Stadion Detelinara      | 7º               | Druga liga Ovest         |
| OFK Kikinda      | Kikinda     | Gradski stadion         | 8º               | Druga liga Ovest         |
| Šibenik          | Sebenico    | Stadion Šubićevac       | 9º               | Druga liga Ovest         |
| Vrbas            | Titov Vrbas | Stadion kraj Šlajza     | 10º              | Druga liga Ovest         |
| GOŠK Jug         | Ragusa      | Stadion Lapad           | 11º              | Druga liga Ovest         |
| Borac            | Banja Luka  | Gradski stadion         | 12º              | Druga liga Ovest         |
| RNK Split        | Spalato     | Stadion Park mladeži    | 13º              | Druga liga Ovest         |
| Famos Hrasnica   | Hrasnica    | Stadion Famos           | 14º              | Druga liga Ovest         |
| Maribor          | Maribor     | Stadion Ljudski vrt     | 1º               | Slovenska liga           |
| Mladost Petrinja | Petrinja    | Gradski stadion         | 2º               | Hrvatska liga Nord       |
| Dinamo Pančevo   | Pančevo     | Gradski stadion         | 1º               | Vojvođanska liga         |
| Sloga Doboj      | Doboj       | Stadion Luke            | 1º               | Liga Bosne i Hercegovine |

### Classifica
|  | Pos. | Squadra            | Pt | G  | V  | N  | P  | GF | GS | DR  |
|  | ---- | ------------------ | -- | -- | -- | -- | -- | -- | -- | --- |
|  | 1.   | Vojvodina          | 49 | 34 | 20 | 9  | 5  | 60 | 26 | +34 |
|  | 2.   | Novi Sad           | 42 | 34 | 16 | 10 | 8  | 43 | 25 | +18 |
|  | 3.   | OFK Kikinda        | 39 | 34 | 15 | 9  | 10 | 38 | 35 | +3  |
|  | 4.   | GOŠK Jug           | 38 | 34 | 14 | 10 | 10 | 30 | 32 | −2  |
|  | 5.   | Leotar             | 37 | 34 | 16 | 5  | 13 | 50 | 43 | +7  |
|  | 6.   | Proleter Zrenjanin | 36 | 34 | 13 | 10 | 11 | 40 | 34 | +6  |
|  | 7.   | Borac Banja Luka   | 36 | 34 | 16 | 4  | 14 | 39 | 35 | +4  |
|  | 8.   | Mladost Petrinja   | 35 | 34 | 15 | 5  | 14 | 46 | 36 | +10 |
|  | 9.   | Jedinstvo Brčko    | 35 | 34 | 15 | 5  | 14 | 43 | 37 | +6  |
|  | 10.  | Iskra Bugojno      | 35 | 34 | 15 | 5  | 14 | 40 | 40 | 0   |
|  | 11.  | Sebenico           | 34 | 34 | 15 | 4  | 15 | 53 | 41 | +12 |
|  | 12.  | Rudar Ljubija      | 33 | 34 | 13 | 7  | 14 | 41 | 41 | 0   |
|  | 13.  | Famos Hrasnica     | 32 | 34 | 10 | 12 | 12 | 46 | 46 | 0   |
|  | 14.  | Vrbas              | 31 | 34 | 10 | 11 | 13 | 35 | 49 | −14 |
|  | 15.  | Dinamo Pančevo     | 28 | 34 | 11 | 6  | 17 | 33 | 46 | −13 |
|  | 16.  | Maribor            | 28 | 34 | 11 | 6  | 17 | 36 | 59 | −23 |
|  | 17.  | RNK Spalato        | 22 | 34 | 8  | 6  | 20 | 37 | 66 | −29 |
|  | 18.  | Sloga Doboj        | 20 | 34 | 7  | 6  | 21 | 15 | 53 | −38 |

Legenda:

      Promossa in Prva Liga 1987-1988 e qualificata alla Coppa Mitropa 1987-1988.

  Partecipa agli spareggi promozione/retrocessione.

      Retrocessa in terza divisione jugoslava 1987-1988.

      Esclusa dal campionato.
Note:

Due punti a vittoria, uno a pareggio, zero a sconfitta.
In caso di arrivo di due o più squadre a pari punti, la graduatoria viene stilata secondo la differenza reti tra le squadre interessate.

### Risultati
|                        | Bor  | Din  | Fam  | GOŠ  | Isk  | Jed  | Kik  | Leo  | Mar  | Mla  | N.S  | Pro  | Rud  | Seb  | Slo  | Spa  | Voj  | Vrb  |
| ---------------------- | ---- | ---- | ---- | ---- | ---- | ---- | ---- | ---- | ---- | ---- | ---- | ---- | ---- | ---- | ---- | ---- | ---- | ---- |
| Borac Banja Luka       | –––– | -    | -    | -    | -    | -    | -    | -    | -    | -    | -    | -    | -    | -    | -    | -    | 0-1  | -    |
| Dinamo Pančevo         | -    | –––– | -    | -    | -    | -    | -    | -    | -    | -    | -    | -    | -    | -    | -    | -    | 1-1  | -    |
| Famos Hrasnica         | -    | -    | –––– | -    | -    | -    | -    | -    | -    | -    | -    | -    | -    | -    | -    | -    | 3-1  | -    |
| GOŠK Jug               | -    | -    | -    | –––– | -    | -    | -    | -    | -    | -    | -    | -    | -    | -    | -    | -    | 1-1  | -    |
| Iskra Bugojno          | -    | -    | -    | -    | –––– | -    | -    | -    | -    | -    | -    | -    | -    | -    | -    | -    | 1-3  | -    |
| Jedinstvo Brčko        | -    | -    | -    | -    | -    | –––– | -    | -    | -    | -    | -    | -    | -    | -    | -    | -    | 0-0  | -    |
| OFK Kikinda            | -    | -    | -    | -    | -    | -    | –––– | -    | -    | -    | -    | -    | -    | -    | -    | -    | 3-0  | -    |
| Leotar                 | -    | -    | -    | -    | -    | -    | -    | –––– | -    | -    | -    | -    | -    | -    | -    | -    | 2-0  | -    |
| Maribor                | -    | -    | -    | -    | -    | -    | -    | -    | –––– | -    | -    | -    | -    | -    | -    | -    | 2-0  | -    |
| Mladost Petrinja       | -    | -    | -    | -    | -    | -    | -    | -    | -    | –––– | -    | -    | -    | -    | -    | -    | 0-1  | -    |
| Novi Sad               | -    | -    | -    | -    | -    | -    | -    | -    | -    | -    | –––– | -    | -    | -    | -    | -    | 0-1  | -    |
| Proleter Zrenjanin     | -    | -    | -    | -    | -    | -    | -    | -    | -    | -    | -    | –––– | -    | -    | -    | -    | 0-0  | -    |
| Rudar Ljubija          | -    | -    | -    | -    | -    | -    | -    | -    | -    | -    | -    | -    | –––– | -    | -    | -    | 0-0  | -    |
| Sebenico               | -    | -    | -    | -    | -    | -    | -    | -    | -    | -    | -    | -    | -    | –––– | -    | -    | 1-3  | -    |
| Sloga Doboj            | -    | -    | -    | -    | -    | -    | -    | -    | -    | -    | -    | -    | -    | -    | –––– | -    | 1-1  | -    |
| RNK Spalato            | -    | -    | -    | -    | -    | -    | -    | -    | -    | -    | -    | -    | -    | -    | -    | –––– | 1-4  | -    |
| Vojvodina              | 1-2  | 2-0  | 3-1  | 4-1  | 4-1  | 2-0  | 0-0  | 2-0  | 1-0  | 1-1  | 1-0  | 2-1  | 2-1  | 2-1  | 6-0  | 2-0  | –––– | 5-0  |
| Vrbas                  | -    | -    | -    | -    | -    | -    | -    | -    | -    | -    | -    | -    | -    | -    | -    | -    | 2-2  | –––– |
| Fonte: fkvojvodina.com |      |      |      |      |      |      |      |      |      |      |      |      |      |      |      |      |      |      |

## Girone Est

### Profili
| Squadra           | Città             | Stadio               | Stagione 1985-86 | Stagione 1985-86 |
| Squadra           | Città             | Stadio               | Pos.             | Divisione        |
| ----------------- | ----------------- | -------------------- | ---------------- | ---------------- |
| OFK Beograd       | Belgrado          | Omladinski stadion   | 17º              | Prva liga        |
| Rad               | Banjica, Belgrado | Stadio Kralj Petar I | 2º               | Druga liga Est   |
| Radnički 1923     | Kragujevac        | Stadion Čika Dača    | 3º               | Druga liga Est   |
| Novi Pazar        | Novi Pazar        | Gradski stadion      | 4º               | Druga liga Est   |
| Borac Čačak       | Čačak             | Stadion kraj Morave  | 5º               | Druga liga Est   |
| Pelister          | Bitola            | Stadion Tumbe Kafe   | 6º               | Druga liga Est   |
| Teteks            | Tetovo            | Gradski stadion      | 7º               | Druga liga Est   |
| Sloboda Užice     | Titovo Užice      | Stadion Begluk       | 8º               | Druga liga Est   |
| FK Trepča         | Titova Mitrovica  | Stadion Trepča       | 9º               | Druga liga Est   |
| Ivangrad          | Ivangrad          | Gradski stadion      | 10º              | Druga liga Est   |
| Napredak          | Kruševac          | Stadion Mladost      | 11º              | Druga liga Est   |
| Radnički Pirot    | Pirot             | Stadion kraj Nišave  | 12º              | Druga liga Est   |
| Belasica          | Strumica          | Stadion Mladost      | 13º              | Druga liga Est   |
| Crvena zvezda     | Gnjilane          | Gradski Stadion      | 14º              | Druga liga Est   |
| Majdanpek         | Majdanpek         | Stadion Nikola Pasko | 1º               | Srpska liga      |
| Bokelj            | Cattaro           | Stadion pod Vrmcem   | 1º               | Crnogorska liga  |
| Vlaznimi Đakovica | Đakovica          | Stadion Miejski      | 1º               | Kosovska liga    |
| Pobeda            | Prilep            | Stadion Goce Delčev  | 1º               | Makedonska liga  |

### Classifica
|  | Pos. | Squadra             | Pt | G  | V  | N  | P  | GF | GS | DR  |
|  | ---- | ------------------- | -- | -- | -- | -- | -- | -- | -- | --- |
|  | 1.   | Rad Belgrado        | 49 | 34 | 20 | 9  | 5  | 54 | 15 | +39 |
|  | 2.   | OFK Belgrado        | 46 | 34 | 18 | 10 | 6  | 61 | 25 | +36 |
|  | 3.   | Novi Pazar          | 35 | 34 | 10 | 15 | 9  | 37 | 26 | +11 |
|  | 4.   | Pelister            | 34 | 34 | 14 | 6  | 14 | 46 | 47 | −1  |
|  | 5.   | Majdanpek           | 33 | 34 | 13 | 7  | 14 | 38 | 31 | +7  |
|  | 6.   | Radnički Pirot      | 33 | 34 | 12 | 9  | 13 | 40 | 37 | +3  |
|  | 7.   | Sloboda Užice       | 33 | 34 | 12 | 9  | 13 | 33 | 30 | +3  |
|  | 8.   | Teteks              | 33 | 34 | 14 | 5  | 15 | 44 | 43 | +1  |
|  | 9.   | Borac Čačak         | 33 | 34 | 11 | 11 | 12 | 35 | 34 | +1  |
|  | 10.  | Vlaznimi Đakovica   | 33 | 34 | 14 | 5  | 15 | 43 | 43 | 0   |
|  | 11.  | Ivangrad            | 33 | 34 | 11 | 11 | 12 | 33 | 44 | −11 |
|  | 12.  | Radnički Kragujevac | 33 | 34 | 14 | 5  | 15 | 35 | 47 | −12 |
|  | 13.  | Pobeda              | 33 | 34 | 13 | 7  | 14 | 28 | 40 | −12 |
|  | 14.  | CZ Gnjilane         | 33 | 34 | 14 | 5  | 15 | 31 | 45 | −14 |
|  | 15.  | Napredak Kruševac   | 32 | 34 | 11 | 10 | 13 | 29 | 39 | −10 |
|  | 16.  | Belasica            | 31 | 34 | 10 | 11 | 13 | 31 | 47 | −16 |
|  | 17.  | FK Trepča           | 30 | 34 | 10 | 10 | 14 | 36 | 44 | −8  |
|  | 18.  | Bokelj              | 25 | 34 | 7  | 11 | 16 | 20 | 37 | −17 |

Legenda:

      Promossa in Prva Liga 1987-1988.

  Partecipa agli spareggi promozione/retrocessione.

      Retrocessa in terza divisione jugoslava 1987-1988.

      Esclusa dal campionato.
Note:

Due punti a vittoria, uno a pareggio, zero a sconfitta.
In caso di arrivo di due o più squadre a pari punti, la graduatoria viene stilata secondo la differenza reti tra le squadre interessate.

## In Coppa di Jugoslavia
La squadra di Druga Liga che ha fatto più strada è il Radnički Kragujevac che ha raggiunto i quarti di finale.